# Моксидектин
Моксидектин — противогельминтный лекарственный препарат для лечения онхоцеркоза. Одобрен для применения: США (2018).

## Механизм действия
Производное мильбемицина.

## Показания
Онхоцеркоз.